# پانگ رانگ–تاپ چام
پانگ رانگ–تاپ چام (به لاتین: Phan Rang–Tháp Chàm) یک شهر در ویتنام است که در استان نین توان واقع شده‌است.
این شهر در سال ۲۰۰۹ میلادی ۱۶۱٫۷۳۰ نفر جمعیت داشته است.